# Friedrich Cerha

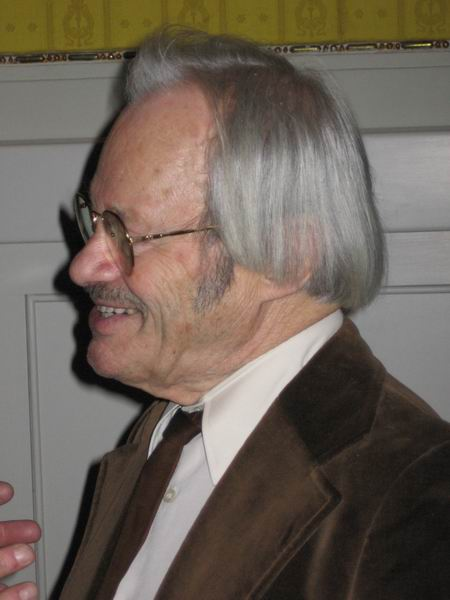
Friedrich Cerha 2006 bei der Feier zu seinem 80. Geburtstag

Friedrich Cerha (* 17. Februar 1926 in Wien; † 14. Februar 2023 ebenda) war ein österreichischer Komponist und Dirigent.

## Leben
Friedrich Cerha erhielt 1933 im Alter von sieben Jahren seinen ersten Violinunterricht bei Anton Pejhovsky.
Im Jahr 1943 wurde er mit 17 Jahren als Luftwaffenhelfer verpflichtet und musste seinen Dienst in Achau, südlich von Wien, verrichten. Schon dort beteiligte er sich an Widerstandshandlungen. Nach einem Semester an der Universität wurde er im November 1944 in eine Offizierschule in das besetzte Dänemark beordert. Dort nahm er einen Stoß blanko unterschriebener Marschbefehle an sich und desertierte. Nach einiger Zeit, in der er es geschafft hatte, sich innerhalb des deutschen Gebiets mit Hilfe seiner Marschpapiere unentdeckt aufzuhalten, wurde er bei einem sowjetischen Vorstoß in der Nähe von Pommern in eine Einheit eingegliedert. Später desertierte er ein zweites Mal und schlug sich bis ins westliche Österreich durch. Dort lebte er mehrere Monate in den Tiroler Alpen, um als Soldat der Wehrmacht der Gefangenschaft durch die Alliierten zu entgehen.
Cerha erhielt seine Ausbildung an der Wiener Musikakademie (Violine, Komposition, Musikerziehung) und an der Universität Wien (Musikwissenschaften, Germanistik, Philosophie). Im Jahr 1958 gründete er gemeinsam mit Kurt Schwertsik das Ensemble die reihe, das vor allem zeitgenössische Musik in Österreich aufführte. Neben seiner Kompositionstätigkeit trat er als Interpret von Werken Alban Bergs, Arnold Schönbergs und Anton Weberns auf. Für Alban Bergs Oper Lulu, die Berg selbst nicht vollenden konnte, instrumentierte Cerha nach Notizen Bergs unausgeführt gebliebene Abschnitte des 3. Akts. Die Uraufführung der komplettierten Oper fand 1979 unter Pierre Boulez in Paris statt.
Ab 1959 war Cerha Lehrer an der Hochschule für Musik und darstellende Kunst in Wien und von 1976 bis 1988 dort Professor für „Komposition, Notation und Interpretation neuer Musik“. Zu seinen Schülern zählten unter anderem Georg Friedrich Haas, Dirk D’Ase, Karlheinz Essl, Christian Ofenbauer und Benet Casablancas.
Der auch im hohen Alter weiterhin kompositorisch tätige Cerha trat vor allem als Komponist orchestraler Werke hervor, so z. B. ein Konzert für Schlagwerk und Orchester für Martin Grubinger (UA 2009).

## Stil und Rezeption
Der Musikwissenschaftler Werner Grünzweig charakterisiert das Frühwerk Cerhas im Loseblatt-Lexikon Komponisten der Gegenwart wie folgt: „Nach Kriegsende setzte sich Cerha zunächst mit dem im Konzertleben und Unterrichtsbetrieb vorherrschenden Neoklassizismus auseinander. Das 1947/1948 geschriebene, 1954 überarbeitete Divertimento ist eine Hommage an Strawinsky. Später wurden die Werke Anton Weberns und ab 1956 die seriellen Techniken der Avantgarde zu Ausgangspunkten für weitere selbständige kompositorische Entwicklungen (Relazioni fragili, Espressioni fondamentali, Intersecazioni). Mit Mouvements, Fasce und seinem Spiegel-Zyklus (1960/1961) hat er sich eine von traditionellen Formulierungen gänzlich freie Klangsprache geschaffen.“
Die Musik- und Theaterwissenschaftlerin Sigrid Wiesmann beschreibt diese Phase im Metzler Komponisten Lexikon ähnlich: „C., von Jugend auf kompositorisch interessiert, hat alle Strömungen der Musik unserer Zeit erfahren und sich in seinen Klangkombinationen doch nie diesen Strömungen untergeordnet. Wenige Anklänge an Stravinsky sind sehr früh überwunden, die Musik der Wiener Schule wird nur als gedankliche Basis erarbeitet. Selbst seriell konzipierte Stücke wie Relazioni fragili für Cembalo und Orchester (1956–57/1975) sind anders seriell, als man es gelernt hat. Klangkompositionen wie Trois mouvements für Orchester (1960) werden nicht zu Wolkenbildern, sondern zu Zuständen, innerhalb derer sich Klangliches konsequent in kleinsten Schritten verändert. Vielleicht ist dies C.s ‚Ausbrechen‘: daß er in allen seinen kompositorischen Entwicklungsphasen schon außerhalb einer Strömung denkt und schreibt, ehe sie noch als solche deklariert wurde.“
In den Spiegeln von 1960/61 bahne sich, schreibt Wiesmann, „zum ersten Mal ein theatralischer Aspekt an, da C. die musikalischen Vorgänge mit bildhaften Vorstellungen verknüpft hat.“
Lothar Knessl, Musikjournalist mit Schwerpunkt auf der Neuen Musik, findet die Kompositionen Cerhas „unangepasst“. Dies bedeute „einerseits, dass Cerhas Kompositionen für die Bühne – und nicht nur diese – zwar von den Klangbildern ihrer Entstehungszeit durchdrungen sind, vielleicht auch subkutan den Zeitgeist reflektieren.“ Er führt weiter aus: „Vorrangig aber sind sie abseits von einer meist flüchtigen Modeströmung formuliert, gefestigt durch eine wandlungsfähige Tonsprache, die sich summarisch als Personalstil agnoszieren lässt: unverkennbar Cerha, abseits von jeglichem polystilistischen Mischmasch und schon dadurch unangepasst. Andererseits bezieht sich ‚unangepasst‘ existenziell auf die Protagonisten seiner Bühnenwerke. Wie diesen, außerhalb von Gesellschaftsnormen stehenden, Individuen zu begegnen ist, liegt im Ermessen des Rezipienten, Sympathie nicht ausgeschlossen.“
Die Opern Baal (1974–1981), Der Rattenfänger (1984–1986) und Der Riese vom Steinfeld (1997–1999), die alle unter der Kurzformel (oder „Label“) „Mechanismen der Macht“ zusammengefasst werden können, sind die meistbeachteten Werke von Cerha. Das Ausmaß der medialen Aufmerksamkeit, die deren Uraufführungen entgegengebracht wurde, „übertrifft deutlich, was Uraufführungen anderer zeitgenössischer Opern im zeitlichen Umfeld zuteil wurde“. Dabei polarisierte insbesondere Baal: „Zwischen überschwänglicher Bewunderung und Zustimmung […] bis zu stark kritischen Positionen […] reicht die Spannbreite der medialen Berichterstattung, für die Tageszeitungen in ihren Kulturteilen großzügig Platz einräumen.“

## Auszeichnungen
- 1964: Theodor-Körner-Preis
- 1971: Förderungspreis des Bundesministeriums für Unterricht und Kunst und Wissenschaft
- 1974: Preis der Stadt Wien für Musik[13]
- 1986: Großer Österreichischer Staatspreis für Musik[14]
- 1986: Goldenes Ehrenzeichen des Landes Steiermark
- 1986: Ehrenmedaille der Bundeshauptstadt Wien in Gold
- 1988: Ehrenmitglied des Wiener Konzerthauses
- 1992: 1. Preis beim Kompositionswettbewerb des International Center of New Music Sources (ICONS) in Turin (für 1. Streichquartett)
- 1996: Ehrenmitglied der International Society for Contemporary Music ISCM.[15]
- 2005: Österreichisches Ehrenzeichen für Wissenschaft und Kunst[16]
- 2006: „Goldener Löwe“ der Musik-Biennale Venedig
- 2007: Ehrenmitglied der Gesellschaft der Musikfreunde in Wien
- 2008: Goldenes Ehrenzeichen für Verdienste um das Land Wien
- 2010: Silbernes Komturkreuz des Ehrenzeichens für Verdienste um das Bundesland Niederösterreich
- 2011: Musikpreis Salzburg[17]
- 2012: Ernst von Siemens Musikpreis[18]
- 2017: Ehrendoktorwürde der Universität Siegen[19]

## Werke (Auswahl)

### Schriften
- Der Turandotstoff in der deutschen Literatur. Dissertation. Universität Wien, 1950.
- Schriften: ein Netzwerk. Verlag Lafite, Wien 2001 (Textsammlung und Werkeinführungen).
- Texte zu Entwicklungsstufen und Werken 1935 bis 2017. Musikzeit, Wien 2018.

### Opern
- Netzwerk. Bühnenwerk für Bariton, Sopran, 5 Sprecher, Bewegungsgruppe und Orchester (1962–1967)[20]
- Baal. Bühnenwerk in 2 Teilen nach 4 Fassungen von Bertolt Brechts Baal, (1974/1981) UA 1981 bei den Salzburger Festspielen unter Christoph von Dohnányi[20]
- Der Rattenfänger. Bühnenwerk in 2 Teilen nach Carl Zuckmayer (1984–1986); UA 1987 beim Steirischen Herbst in Graz unter eigener Leitung[20]
- Alban Berg: Lulu (Bearbeiter: Friedrich Cerha). Vervollständigung des 3. Akts der Oper (1962–1981)[20]
- Der Riese vom Steinfeld. Bühnenwerk in 2 Teilen, Text: Peter Turrini, (1997–1999); UA 2002 an der Wiener Staatsoper unter Michael Boder.[20]
- Onkel Präsident. Musikalische Farce in einem Akt, Text: Peter Wolf und Friedrich Cerha (UA: 1. Juni 2013, Staatstheater am Gärtnerplatz, München).[20]

### Orchestermusik
- Duo für 2 Violinen (1934)[20]
- Gschwandtner Tänze – Für 2 Violinen, Viola und Kontrabass (1938)[20]
- Zwei Lieder für Singstimme und Klavier (1942)[20]
- Schlaf ein – Ein Wiegenlied für Singstimme und Klavier, Text: Hildegard Haustein (1945)[20]
- Arie und Fuge – Für Bläseroktett (1946)[20]
- Ein Buch von der Minne – 4 mal 11 Lieder nach alten Texten für Singstimme und Klavier (1946–1964)[20]
- Sonnengesang des Heiligen Franz von Assisi – Für Soli, gemischten Chor und Streichorchester (1948–1952)[20]
- Divertimento für acht Bläser und Schlagzeug – Hommage à Igor Strawinsky (1954)[20]
- Deux éclats en reflexion – Für Violine und Klavier (1956)[20]
- Spiegel I–VII – Für großes Orchester und Tonband, Gesamtzyklus (1960–1961)[20]
- Sinfonie – Für Orchester (1975)[20]
- Requiem für Hollensteiner – Für Bariton, Sprecher, gemischten Chor und Orchester (1983)[20]
- Baal-Gesänge – Für Bariton und Orchester (1981)[20]
- Monumentum für Karl Prantl – Für großes Orchester (1988)[20]
- Impulse – Für großes Orchester (1992–1993) UA 1996 Musikverein, Grosser Saal mit den Wiener Philharmonikern[20]
- Fünf Stücke für Klarinette in A, Violoncello und Klavier (2000)[20]
- Konzert für Sopransaxophon und Orchester (2003–2004) UA 2006 in Frederiksvaerk unter Heinz Karl Gruber[20]
- Konzert für Violine und Orchester (2004)[20]
- Quintett – Für Oboe und Streichquartett, 2007[21][20]
- Konzert für Schlagzeug und Orchester (2007–2008)[20]
- Like a Tragicomedy – Für großes Orchester (2008–2009)[20]
- Bruchstück, geträumt – Für Ensemble (2009)[20]
- Paraphrase über den Anfang der 9. Symphonie von Beethoven – Für Orchester (2010)[20]
- Zebra-Trio – Für Violine, Viola und Violoncello (2011)[20]
- Tagebuch – Für Orchester (2012)[20]
- Drei Situationen – Für Orchester (2015)[20]

### Sololiteratur
- Ballade für Klavier. 1945–1946.[20]
- Sechs Lieder für Singstimme und Klavier. 1945–1947.[20]
- Märchenland. Ein Zyklus von Klavierstücken, Text: Hildegard Haustein (1946)[20]
- Sonatine für Traudl’s Hände. Für Klavier (1948/1951)[20]
- Suite für Violoncello solo. (2016)[22]
- Toccata für Orgel solo. (2020)[22]